# Andreas Scheffold
Andreas Scheffold (* 1. Dezember 1854 in Großschafhausen; † Unbekannt) war ein württembergischer Oberamtmann.

## Leben
Scheffold, Sohn eines Ökonomen und katholischer Konfession, studierte von 1877 bis 1881 Regiminalwissenschaft in Tübingen und Freiburg. Er legte 1881 die erste und 1882 die zweite höhere Dienstprüfung ab.
1882 trat er in die württembergische Innenverwaltung ein. Er leitete als Oberamtmann das Oberamt Besigheim von 1896 bis 1901 und das Oberamt Rottenburg von 1901 bis 1918. Er erhielt 1907 den Titel Regierungsrat. 1918 trat er in den Ruhestand.

## Ehrungen
- 1910: Karl-Olga-Medaille in Silber
- 1911: Silberne Hochzeitsmedaille
- 1912: Ritterkreuz 1. Klasse des Friedrichs-Ordens
- 1916: Wilhelmskreuz